# Norbert Sedlacek

Norbert Sedlacek

Norbert Sedlacek (* 27. Januar 1962 in Wien) ist ein österreichischer Weltumsegler und Autor.

## Leben und Segelfahrten
Sedlacek stammt aus einer Wiener Beamtenfamilie. Nach der Schule, einer Ausbildung zum Kellner und der Ableistung seines Grundwehrdienstes begann er eine Beamtenlaufbahn als Straßenbahnfahrer bei den Wiener Stadtwerken-Verkehrsbetrieben. Als Ausgleich zu seinem Beruf betrieb er Tae Kwon Do und war Mitglied des österreichischen Demonstrationsteams und der österreichischen Nationalmannschaft. Daneben machte er erste Erfahrungen im Segeln mit seinem Boot Oase I. Sedlacek ist verheiratet und hat einen Sohn.
1996 gab er seine Beamtenstellung auf und begab sich vom 28. Juli 1996 bis zum 26. Juli 1998 mit seinem Segelboot Oase II auf eine Weltumsegelung. Ausgangs- und Zielhafen der 26.000 Seemeilen langen Tour war das italienische Grado. Seine Erfahrungen beschrieb er später in dem Buch Im Grenzbereich des Möglichen. Seine nächste große Reise war das Projekt Icelimit, bei dem er mit der Oase III vom 30. November 2000 bis zum 3. März 2001 als erster Österreicher nonstop die Antarktis umsegelte. Der Ausgangs- und Zielhafen für diese Reise war Kapstadt, Südafrika. Bei dieser Fahrt legte er 14.310 Seemeilen zurück.
Aufgrund seiner Teilnahme an der Regatta The Transat wurde er für die Einhandregatta Vendée Globe im Jahr 2004 zugelassen. An dieser nahm er vom 7. November bis zum 19. Dezember 2004 mit dem Boot brother teil. Kurz vor Kapstadt musste er wegen eines Bruches der Kielaufhängung aufgeben. Die Erlebnisse dieser Fahrt veröffentlichte Sedlacek in Projekt Vendee Globe 2004/2005.
Die von Sedlacek gegründete Norbert Sedlacek Handels Ges.m.b.H ging im September 2008 in Insolvenz.
Sedlacek startete am 9. November 2008 mit der Nauticsport Kapsch (vormals Austria One) zur Vendée Globe 2008/2009. Am 15. März 2009 erreichte er als Elfter das Ziel, bei 11 noch im Rennen verbliebenen von 30 gestarteten Teilnehmern.
Im November 2013 unternahm Sedlacek den Versuch, mit der nur 4,90 m langen Mini-Yacht Fipofix den Atlantik einhand, nonstop und ohne Hilfe von außen zu überqueren. Die Fahrt sollte für den Bootsbau ein neues Gelege aus Vulkanfaser auf Tauglichkeit für den Hochleistungseinsatz testen. Geplant war eine Rückfahrt auf der Nordroute. Er startete in Les Sables-d’Olonne, musste aber einige Wochen später aufgeben. Die Fahrt des Boots wurde von seinem Sohn Harald erfolgreich in Les Sables-d’Olonne an der französischen Atlantikküste beendet.
Sedlacek gründete die Firma Innovation Yachts (IY) in Les Sables-d’Olonne, Frankreich, die Boote individuell plant und aus nachhaltigen und recyclebaren Materialien baut, etwa aus Vulkan(glas)fasern, biobasiertem Epoxidharz und Balsaholz. Nach diesen Vorgaben wurde seine IY Open60AAL 60-Fuß-Yacht „Ant Arctic Lab“ gebaut und am 16. Mai 2018 noch ohne Mast zu Wasser gelassen. Die Stromversorgung der Bordelektronik für Navigation und Kommunikation erfolgt mit Akkus die entweder durch Photovoltaik oder durch Hydrogeneratoren, von denen zwei an Bord sind, geladen wird. Diese Hydrogeneratoren können im Notfall auch als Antrieb dienen. Die „Ant Arctic Lab“ hat folgende technische Daten: Der Rumpf ist 18,28 m lang, 5,82 m breit, der Tiefgang beträgt 4,5 m. Die Masthöhe beträgt 29 m ab der Wasserlinie. Folgende Segel sind an Bord: Ein durchgelattetes Großsegel mit 170 m2, drei Gennaker mit 200 m2, 300 m2 und 400 m2 und fünf weitere Vorsegel von 20 m2 bis 140 m2.
Sedlacek startete mit der „Ant Arctic Lab“ am 29. Juli 2018 zu der Weltumrundung – nonstop, einhand ohne Hilfe von außen über beide Polrouten und durch alle 5 Ozeane. Am 1. August, nur wenige Tage nach dem Start, entschloss sich Skipper Sedlacek – er befand sich zu diesem Zeitpunkt westlich Irlands – wegen technischer Probleme mit der Bordelektronik den Rekordversuch abzubrechen und in seinen Ausgangshafen Les Sables-d’Olonne zurückzukehren.
Der zweite Versuch startete am 21. Juli 2019; wegen irreparabler Schäden – im Sturm hatte sich am vierten Tag ein Segel losgerissen, wurde gegen das Rigg geschleudert und hatte Haarrisse in der Salingverbindung zum Mast verursacht – musste die „Ant Arctic Lab“ nach sieben Tagen auf See in den Starthafen zurückkehren.
Der dritte Versuch startete am 15. August 2021 und wurde nach 11 Tagen auf Grund von Problemen mit der Stromversorgung abgebrochen.
Er startete am 15. August 2022 den vierten Versuch die Welt zu umrunden. Am 17. August teilte sein Team mit, dass er mit einem unbekannten Objekt im Meer zusammengestoßen sei. Dabei sei die Ruderbefestigung gebrochen, ohne die er nicht mehr richtig steuern könne und er deswegen umkehre.
Am 6. August 2023 startete Sedlacek, nun 61, seinen fünften Versuch, allein und ohne Unterbrechung die Welt zu umsegeln. Er legte um 10.30 MESZ in Les Sables-d’Olonne ab. Aber auch dieses Mal hielt sein Eigenbau den Anforderungen der See nicht stand und die Fahrt wurde, bereits nach wenigen Tagen, wegen nicht näher bezeichneter Problemen mit dem Schwenkkiel, abgebrochen.

## Publikationen
- Im Grenzbereich des Möglichen: Als Einhandsegler um die Welt. Wien: Orac, 1999, ISBN 3-7015-0412-1
- Icelimit. Einhand nonstop um die Antarktis. Bielefeld: Delius Klasing, 2002, ISBN 3-7688-1346-0
- Projekt Vendee Globe 2004/2005. Wien: Sedlacek, 2005, ISBN 3-9501967-1-4
- Allein gegen den Ozean – 27000 Meilen/126 Tage nonstop. Wien: Orac, 2009, ISBN 978-3-7015-0522-7

Filme:
- mit Werner Pöschko: Projekt ICELIMIT Hörbild Edition. Cabira/ORF-Shop, 2002, ca. 50 min
- DVD Einhand nonstop um die Antarktis. Bielefeld: Delius Klasing, 2002, ca. 45 Minuten ISBN 3-7688-7145-2
- Projekt Vendee Globe 2004/2005 Doppel-DVD. Wien: Norbert Sedlacek, 2005, ca. 130 Minuten, ISBN 3-9501967-0-6
- DVD Allein gegen den Ozean – 27000 Meilen/126 Tage nonstop. Wien: Norbert Sedlacek, 2009, ca. 70 min., ISBN 978-3-9501967-2-6